# Miguel de Moncada
Miguel de Moncada y Bou, signore di Vilamarxant (in catalano Miquel de Montcada i Bou; Valencia, 1535 circa – dopo il 1590), è stato un nobile, politico e militare spagnolo.

## Biografia
Nativo di Valencia, era figlio di Guillén Ramón, signore di Vilamarxant, e della di lui consorte Costancia Bou dei signori di Callosa d'en Sarriá e di Tárbena. Suo zio paterno fu il cavaliere gerosolomitano Hugo de Moncada. Contrasse matrimonio con la nobildonna Luisa Bou y Eixarc, sua parente, figlia di Honorat Cristòfol, signore di Callosa d'en Sarrià e di Tárbena, e da detta unione - che gli portò in dote le baronie di Callosa d'en Sarrià e di Tárbena - nacque una sola figlia, Catalina, che divenne moglie di Gastón de Moncada y Gralla, marchese di Aitona.
Nel 1568-71 fu a Granada sotto il comando di Luis de Requesens, dove l'esercito venne colà inviato dal re Filippo II di Spagna per sedare la rivolta dei moriscos. In seguito prese parte alla Battaglia di Lepanto contro gli Ottomani, dove fu sotto il comando di Giovanni d'Austria. Moncada fu inviato dal Re a Maiorca, dove per breve periodo, nel 1577-78, ricoprì l'incarico di viceré. Sostituito da Antonio Doms nel governo viceregio maiorchino, fu mandato in Sardegna dove gli fu assegnato il medesimo incarico, che ricoprì per due volte dal 1578 al 1584, e dal 1586 al 1589.
Da Viceré di Sardegna, Moncada convocò un parlamento nel 1583 e durante il secondo periodo del suo mandato iniziò ad affrontare due riforme essenziali per il futuro dell'isola: l'intensificazione delle opere destinate a fornire vera sicurezza all'intero perimetro costiero e un nuovo studio del modello di governo del Regno. Alla carica viceregia, nel 1589 gli succedette il Marchese di Aitona, suo genero.

## Ascendenza
|                                                            |   |                                                  | Genitori                                                    |  |  | Nonni |  |  | Bisnonni                                         |  |  | Trisnonni                                |  |
|                                                            |   |                                                  |                                                             |  |  |       |  |  | Juan Florimon de Moncada y Díaz, barone di Chiva |  |  | Otto di Moncada e Maza, barone di Aitona |  |
|                                                            |   |                                                  |                                                             |  |  |       |  |  | Juan Florimon de Moncada y Díaz, barone di Chiva |  |  | Otto di Moncada e Maza, barone di Aitona |  |
|                                                            |   | Costanza Díaz, signora di Vielza                 |                                                             |  |  |       |  |  | Juan Florimon de Moncada y Díaz, barone di Chiva |  |  |                                          |  |
| Pedro Ramón de Moncada y Vilaragut, barone di Aitona       |   |                                                  |                                                             |  |  |       |  |  | Juan Florimon de Moncada y Díaz, barone di Chiva |  |  |                                          |  |
|                                                            |   | Marquesa de Vilaragut y Villanova                | Raimondo di Vilaragut e Mercer, conte di Olocau             |  |  |       |  |  |                                                  |  |  |                                          |  |
|                                                            |   | Marquesa de Vilaragut y Villanova                | Raimondo di Vilaragut e Mercer, conte di Olocau             |  |  |       |  |  |                                                  |  |  |                                          |  |
|                                                            |   | Marquesa de Vilaragut y Villanova                | Filippa di Villanova                                        |  |  |       |  |  |                                                  |  |  |                                          |  |
| Guillén Ramón de Moncada y Cardona, signore di Vilamarxant |   | Marquesa de Vilaragut y Villanova                |                                                             |  |  |       |  |  |                                                  |  |  |                                          |  |
|                                                            |   | Hugo Folc de Cardona y Aragón, duca di Gandía    | Giovanni Raimondo Folch de Cardona e Luna, conte di Cardona |  |  |       |  |  |                                                  |  |  |                                          |  |
|                                                            |   | Hugo Folc de Cardona y Aragón, duca di Gandía    | Giovanni Raimondo Folch de Cardona e Luna, conte di Cardona |  |  |       |  |  |                                                  |  |  |                                          |  |
|                                                            |   | Hugo Folc de Cardona y Aragón, duca di Gandía    | Giovanna d'Aragona e Jiménez                                |  |  |       |  |  |                                                  |  |  |                                          |  |
| Beatriz de Cardona y Navarra                               |   | Hugo Folc de Cardona y Aragón, duca di Gandía    |                                                             |  |  |       |  |  |                                                  |  |  |                                          |  |
|                                                            |   | Blanca de Navarra y Zúñiga, signora di Caparroso | Íñigo Ortiz de Zúñiga                                       |  |  |       |  |  |                                                  |  |  |                                          |  |
|                                                            |   | Blanca de Navarra y Zúñiga, signora di Caparroso | Íñigo Ortiz de Zúñiga                                       |  |  |       |  |  |                                                  |  |  |                                          |  |
|                                                            |   | Blanca de Navarra y Zúñiga, signora di Caparroso | Giovanna di Navarra                                         |  |  |       |  |  |                                                  |  |  |                                          |  |
| Miguel de Moncada y Bou, signore di Vilamarxant            |   | Blanca de Navarra y Zúñiga, signora di Caparroso |                                                             |  |  |       |  |  |                                                  |  |  |                                          |  |
|                                                            | ? | ?                                                |                                                             |  |  |       |  |  |                                                  |  |  |                                          |  |
|                                                            | ? | ?                                                |                                                             |  |  |       |  |  |                                                  |  |  |                                          |  |
|                                                            | ? | ?                                                |                                                             |  |  |       |  |  |                                                  |  |  |                                          |  |
| ?                                                          | ? |                                                  |                                                             |  |  |       |  |  |                                                  |  |  |                                          |  |
|                                                            |   | ?                                                | ?                                                           |  |  |       |  |  |                                                  |  |  |                                          |  |
|                                                            |   | ?                                                | ?                                                           |  |  |       |  |  |                                                  |  |  |                                          |  |
|                                                            |   | ?                                                | ?                                                           |  |  |       |  |  |                                                  |  |  |                                          |  |
| Constancia Bou                                             |   | ?                                                |                                                             |  |  |       |  |  |                                                  |  |  |                                          |  |
|                                                            |   | ?                                                | ?                                                           |  |  |       |  |  |                                                  |  |  |                                          |  |
|                                                            |   | ?                                                | ?                                                           |  |  |       |  |  |                                                  |  |  |                                          |  |
|                                                            |   | ?                                                | ?                                                           |  |  |       |  |  |                                                  |  |  |                                          |  |
| ?                                                          |   | ?                                                |                                                             |  |  |       |  |  |                                                  |  |  |                                          |  |
|                                                            |   | ?                                                | ?                                                           |  |  |       |  |  |                                                  |  |  |                                          |  |
|                                                            |   | ?                                                | ?                                                           |  |  |       |  |  |                                                  |  |  |                                          |  |
|                                                            |   | ?                                                | ?                                                           |  |  |       |  |  |                                                  |  |  |                                          |  |
|                                                            |   | ?                                                |                                                             |  |  |       |  |  |                                                  |  |  |                                          |  |